# Dęblin (gromada w powiecie garwolińskim)
Dęblin – dawna gromada, czyli najmniejsza jednostka podziału terytorialnego Polskiej Rzeczypospolitej Ludowej w latach 1954–1972.
Gromady, z gromadzkimi radami narodowymi (GRN) jako organami władzy najniższego stopnia na wsi, funkcjonowały od reformy reorganizującej administrację wiejską przeprowadzonej jesienią 1954 do momentu ich zniesienia z dniem 1 stycznia 1973, tym samym wypierając organizację gminną w latach 1954–1972.
Gromadę Dęblin z siedzibą GRN w Dęblinie (wówczas wsi) utworzono – jako jedną z 8759 gromad na obszarze Polski – w powiecie garwolińskim w woj. warszawskim, na mocy uchwały nr VI/10/2/54 WRN w Warszawie z dnia 5 października 1954. W skład jednostki weszły obszary dotychczasowych gromad Dęblin, Dęblin osada, Rycice, Masów, Zdżary i Mierzwiączka ze zniesionej gminy Dęblin w tymże powiecie.
13 listopada 1954, po pięciu tygodniach, gromadę Dęblin zniesiono w związku z przekształceniem jej obszaru w miasto Dęblin, dla którego ustalono 50 członków miejskiej rady narodowej.
1 stycznia 1956 miasto Dęblin weszło w skład nowo utworzonego powiatu ryckiego w tymże województwie (od 1999 leży ponownie w powiecie ryckim, lecz w woj. lubelskim).